# Jakob van Hoddis

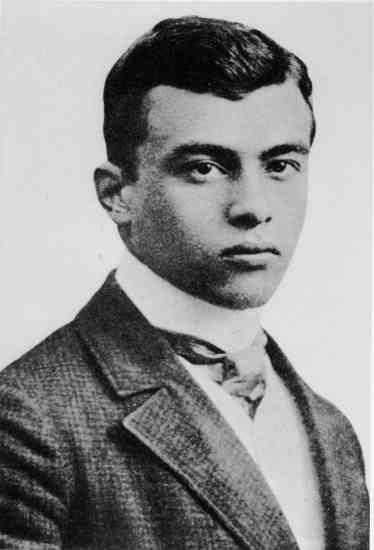
Jakob van Hoddis (1910)

Jakob van Hoddis (geboren als Hans Davidsohn 16. Mai 1887 in Berlin; gestorben 1942  vermutlich im Vernichtungslager Sobibor) war ein deutscher Dichter des literarischen Expressionismus. Er ist besonders bekannt für das Gedicht Weltende.

## Leben
Hans Davidsohn war der Sohn des jüdischen Sanitätsrats Hermann Davidsohn und dessen ebenfalls jüdischer Ehefrau Doris geb. Kempner. Er wurde am Grünen Weg 69 (heute Singerstraße in Berlin-Friedrichshain) geboren. Sein Zwillingsbruder starb während der Geburt. Er war der älteste Sohn und wuchs mit seinen Geschwistern Marie, Anna, Ludwig und Ernst auf. Die Lyrikerin Friederike Kempner war seine Großtante.
Er besuchte das Friedrich-Wilhelms-Gymnasium (Berlin), verließ die Schule aber 1905, um einer Relegation zuvorzukommen. Bereits als Gymnasiast schrieb er erste Gedichte. Er bestand 1906 als „Externer“ das Abitur und immatrikulierte sich noch im selben Jahr an der Technischen Hochschule Charlottenburg für Architektur. Er brach 1907 das TH-Studium ab und wechselte an die Universität Jena, um Klassische Philologie zu studieren. Später ging er an die Friedrich-Wilhelms-Universität.
In Berlin wurde er Mitglied der Freien Wissenschaftlichen Vereinigung, in der er den Jurastudenten und späteren Schriftsteller Kurt Hiller kennenlernte. 1908 konnte er, gefördert durch Hiller, mit einigen Gedichten debütieren. Zusammen mit Erwin Loewenson (alias Golo Gangi) gründeten sie 1909 in den Hackeschen Höfen den Neuen Club. Unter dem Namen Neopathetisches Cabaret organisierten sie ab 1910 literarische Abende. Als sein Vater 1909 starb, legte er sich das Pseudonym Jakob van Hoddis zu, wobei van Hoddis ein Anagramm seines Nachnamens Davidsohn ist. Von Freunden wurde er oft „Hans den Hoddissohn“ oder „Hoddiskop“ verspottet.
Sein Gedicht Weltende wurde 1911 zur eigentlichen Basis des Frühexpressionismus und erschien erstmals in der Zeitschrift Der Demokrat. Weitere Lyrik erschien in dieser Zeit in der Zeitschrift Die Aktion von Franz Pfemfert. Aus dieser Zeit stammt auch seine Freundschaft mit dem Kollegen Georg Heym. Sein künstlerisches Werk verrät in dieser Zeit einigen Einfluss von Stefan George. Van Hoddis wurde Ende dieses Jahres „wegen Unfleißes“ von der Universität zwangsexmatrikuliert.
1912 ging van Hoddis nach München und wandte sich dort verstärkt dem Katholizismus zu. Hier machte sich erstmals eine beginnende Psychose deutlicher bemerkbar. Provoziert wurde das vor allem durch den tragischen Tod Heyms, als dieser im Januar beim Schlittschuhfahren mit einem Freund ertrank und durch Hoddis unerwiderte Liebe für Lotte Pritzel, der er sein Gedicht Indianisch Lied widmete. Wegen zunehmender Konflikte mit seiner Familie zog er sich Anfang September selbst in die Kuranstalt in Wolbeck bei Münster zurück, die er Mitte Oktober aber fluchtartig verließ, um nach Berlin zurückzukehren. Hier wurde er derart auffällig, dass er Ende Oktober in die Heilanstalt Waldhaus in Nikolassee bei Berlin verbracht wurde, so dass sich Erwin Loewenson an einen langjährigen Freund von Kurt Hiller, den Psychiater Arthur Kronfeld in Heidelberg, mit der Bitte um Unterstützung wandte. Unter dem Titel Gewaltsam ins Irrenhaus war diese Zwangseinweisung Anlass für ein Medienecho – zu einer Zeit allerdings, als van Hoddis schon aus der Anstalt entwichen war. Außerdem studierte er noch die griechische Mythologie und deren Fabelstrukturen. Jedoch hörte er vor dem Ausbruch seiner Krankheit im Herbst 1914 völlig mit der Nutzung der mythologischen Terminologie auf.
Nach Aufenthalten in Paris, München und Heidelberg kehrte er völlig mittellos nach Berlin zurück. 1914 hielt er seinen letzten Vortrag im Neuen Club. Ab 1915 war van Hoddis in ständiger ärztlicher Behandlung und wurde privat gepflegt. In diesem Jahr starb sein Bruder Ludwig als Soldat im Ersten Weltkrieg, dessen Tod nahm er allerdings aufgrund seiner wachsenden Umnachtung nicht groß zu Kenntnis. Franz Pfemfert publizierte 1918 in seiner Buchreihe Der rote Hahn unter dem Titel Weltende erneut das gleichnamige und fünfzehn weitere Gedichte van Hoddis’. In Zürich wurden in dieser Zeit in der Galerie DADA Gedichte von van Hoddis vorgetragen. Nach dem Krieg konnte van Hoddis’ Bruder Ernst nicht mehr Fuß fassen und emigrierte nach Palästina.

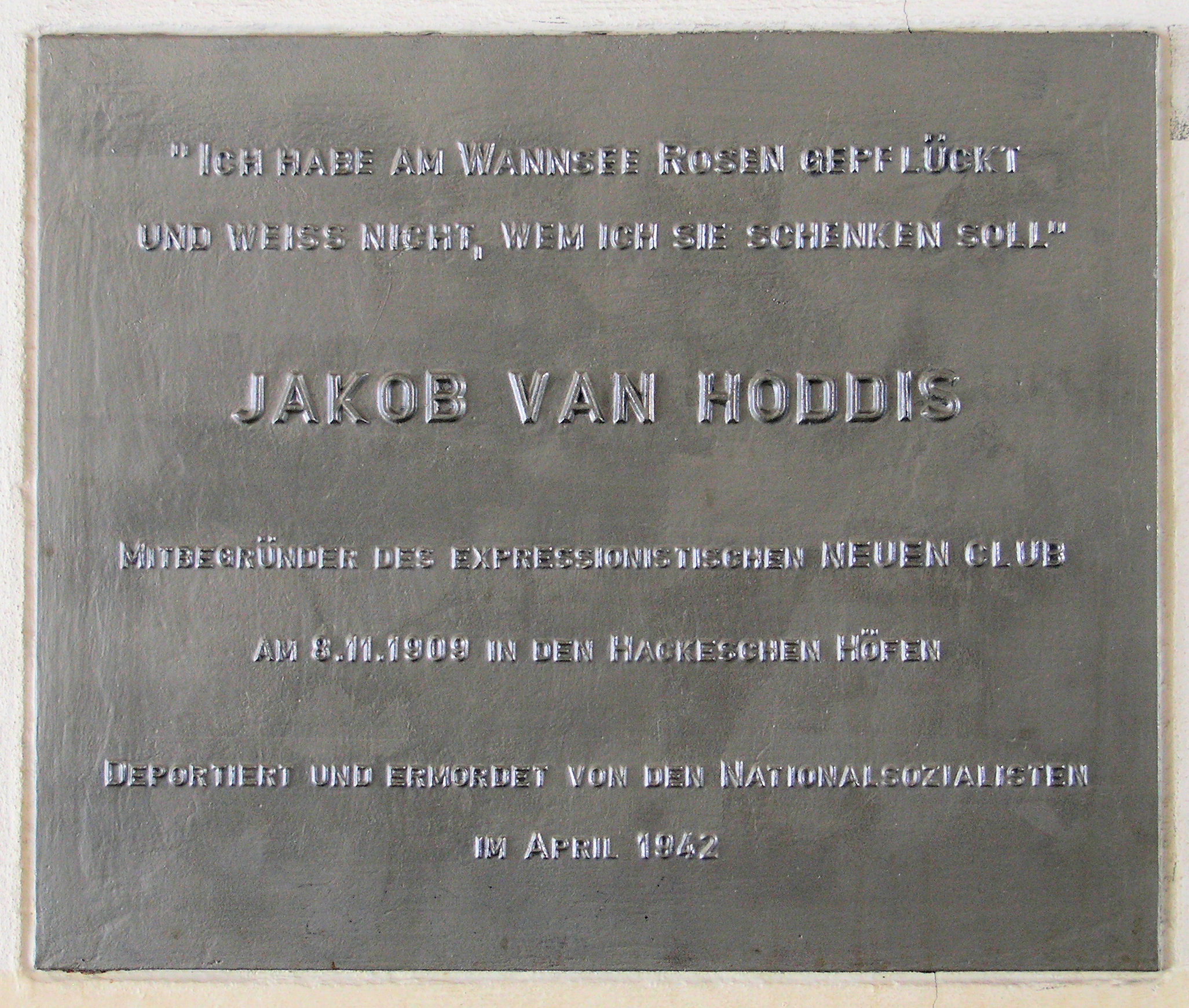
Gedenktafel am Haus Rosenthaler Str. 40 in Berlin-Mitte

Ab 1922 befand sich van Hoddis in ständiger privater Pflege in Tübingen. Inzwischen war sein Zustand so bedenklich, dass er 1926 auf Antrag seiner Mutter Doris Davidsohn geborene Kempner durch das Amtsgericht Tübingen entmündigt wurde und ein Onkel – Hermann Kempner – die Vormundschaft für ihn übernahm. Am 15. Juni 1927 eskalierte ein Streit mit seinem Nachbarn, und man wies ihn in die Universitätsklinik der Stadt ein. Von dort wurde er am 4. Juli 1927 nach Göppingen in das Christophsbad, eine Privatklinik für Gemüts- und Nervenkranke, verlegt, wo er sechs Jahre blieb.
Im Jahr der nationalsozialistischen „Machtergreifung“ 1933 emigrierte van Hoddis’ Mutter mit seinen Schwestern Marie und Anna ebenfalls nach Palästina. Van Hoddis ließen sie aufgrund seines Zustandes zurück. Am 29. September 1933 wurde van Hoddis in die Israelitischen Heil- und Pflegeanstalten Bendorf-Sayn bei Koblenz verlegt. In dieser Anstalt wurden ab 1940 der größte Teil von jüdischen psychiatrischen Patienten im deutschen Reich konzentriert. Zu diesem Zeitpunkt war Hoddis wegen seiner hebephrenen Schizophrenie im Endstadium nicht mehr ansprechbar. Er baute in den letzten Jahren körperlich immer mehr ab und verhielt sich (im Vergleich zu anderen Patienten) verhältnismäßig unauffällig, grüßte Tiere, die er beim Spazieren traf, spielte Schach und rauchte viel. Sein Umfeld sowie seine Umgebung nahm er nicht mehr wahr. Am 30. April 1942 wurde er von dort in den Distrikt Lublin im von der Wehrmacht besetzten Polen deportiert und – höchstwahrscheinlich im Vernichtungslager Sobibor – im Mai oder Juni desselben Jahres im Alter von 55 Jahren ermordet.

## Werk und Rezeption
Sein Gedicht Weltende wurde am 11. Januar 1911 in der Berliner Zeitschrift Der Demokrat erstmals veröffentlicht.
70 weitere Gedichte erschienen in den Avantgardezeitschriften Die Aktion und Der Sturm. Sein lyrisches Werk ist vor allem gekennzeichnet durch starke Chiffrenhaftigkeit und dadaistische Elemente. Viele seiner Gedichte zeigen einen skurril-grotesken Inhalt, vermischt mit naiven und schwarz-humoristischen Formulierungen.
Bei vielen Zeitgenossen hatte van Hoddis großen Erfolg, seine Lyrik wurde von den damaligen Literaturkritikern und Intellektuellen hoch geschätzt. So eröffnete Weltende die wohl berühmteste expressionistische, von Kurt Pinthus 1919 herausgegebene, Lyrikanthologie Menschheitsdämmerung. In der späteren Forschung trat er dagegen im Vergleich zu anderen Vertretern des Expressionismus wie Georg Heym, Ernst Stadler und Georg Trakl in den Hintergrund. Er lehnt seinen Wortschatz in seinen Gedichten in der Zeit zwischen 1910 und 1914 sehr an den des frühen Stefan George an. Um 1950 sind lediglich noch das Gedicht Weltende und die sechzehn Gedichte umfassende gleichnamige Sammlung, die 1918 von Franz Pfemfert publiziert wurde, weiteren Kreisen bekannt. 1958 gab Paul Pörtner eine weitere Sammlung von Gedichten heraus, die dank des Nachlassverwalters Erwin Loewenson fünfunddreißig unveröffentlichte Gedichte enthielt. In Studien von Udo Reiter (1970) und Richard Sheppard (1978) kann man weitere unbekannte Texte von van Hoddis finden. 1987 erschien die vollständige Ausgabe von Regina Nörtemann, die zweihundertsechs Gedichte sowie Prosatexte, Briefe und wichtige Dokumente zusammengetragen hat.
Das Verdienst der Wiederentdeckung der hoddisschen Lyrik gebührt Paul Pörtner, dessen Ausgabe, wenn auch unvollkommen, das Interesse mancher Literaturwissenschaftler erregte: Nach wenigen Jahren erschienen Aufsätze und zwei Monographien über das Leben und das lyrische Schaffen van Hoddis’. Gemeinsamer Nenner dieser Beiträge ist jedoch die Neigung, auf die psychische Krankheit viel Gewicht zu legen, wodurch manche Gedichte – vor allem die spätesten – unter dem ärztlichen Blickwinkel statt nach ästhetischen Regeln analysiert werden. Der einzige Kritiker, der sich gegen diese Tendenz wendet, ist Bernd Läufer, der Autor einer Studie (1992) über den Zyklus Variété.
2002 schrieb und inszenierte Karl Bruckmaier ein Hörspiel über das Leben van Hoddis’ für den Bayerischen Rundfunk unter dem Titel „Dann aber wird ein Dichter an ihm verloren gegangen sein“ – Mutmaßungen über Jakob van Hoddis.

## Gedenken
An den Dichter und sein Schicksal erinnert in Tübingen die Jakob-van-Hoddis-Staffel in der Nähe der Psychiatrischen Universitätsklinik. In Göppingen steht ein Denkmal im Garten des Christophsbads und trägt ein Wohnheim zur Wiedereingliederung psychisch Kranker seinen Namen. Das Wohnheim gehört zum Verein „VIADUKT Hilfen für psychisch Kranke e. V.“.
In der Rosenthaler Straße 40/41 in Berlin-Mitte, im Durchgang zu den Hackeschen Höfen, erinnert seit 1994 eine Gedenktafel an van Hoddis.

## Ausgaben

### Drucke zu Lebzeiten
- Weltende (= Der Rote Hahn. Bd. 19). Verlag der Wochenschrift Die Aktion, Berlin-Wilmersdorf 1918 [28 S., [2] Bl. 1 Ill. (Holzschnitt)].
- [Fünf Gedichte, darunter Weltende als erstes Gedichte der Anthologie]. In: Kurt Pinthus (Hrsg.): Menschheitsdämmerung. Symphonie jüngster Dichtung. Rowohlt, Berlin 1920 [Erstausgabe 1919; Neuausgabe mit Biographien und Bibliographien 1959 in der Reihe Rowohlts Klassiker der Literatur und der Wissenschaft (Bd. 55/56, Abteilung Deutsche Literatur Bd. 4), 34. Auflage 2006, ISBN 3-499-45055-0].

### Werkausgaben
- Weltende. Gesammelte Dichtungen. Hrsg. von Paul Pörtner. Arche, Zürich 1958.
- Gedichte. Hrsg. von Regina Nörtemann (= Sammlung Luchterhand). Luchterhand, Frankfurt 1990, ISBN 3-630-61917-7.
- Weltende. Die zu Lebzeiten veröffentlichten Gedichte. Hrsg. von Paul Raabe. Arche, Zürich, 2001, ISBN 3-7160-2284-5.
- Dichtungen und Briefe. Hrsg. und kommentiert von Regina Nörtemann. Wallstein, Göttingen 2007, ISBN 978-3-8353-0178-8 [Erstausgabe 1987].
- Weltende. [18 Gedichte.] Hochroth Verlag, Perleberg/Berlin [u. a.] 2009, ISBN 978-3-9812619-8-1.